# Морару, Ион
Ион Морару (род. 2 июля 1977 с. Мерень, Новоаненский р-н, МССР) — молдавский композитор, продюсер, его песни вошли в финал молдавского отборочного тура «Евровидение-2016». Автор песни занявшая первое место международного конкурса «Новая Волна-2017».

## Биография
Ион Морару родился 2 июля 1977 г. в с. Мерень, Новоаненский р-н, МССР.
Окончив с отличием музыкальный лицей им. Чиприан Порумбеску по классу валторна, поступает в консерваторию им. Г. Музическу на кафедру сочинение.

## Творческий путь
С 7 до 18 лет участвует в разных конкурсах и концертах, показывая высокое исполнительское мастерство на валторне, а также игру на фортепиано собственных сочинений.
В 1993 году занял первое место в конкурсе молодых композиторов г. Каунас, Литовская Республика.
В 1995 году на гос. экзамене по фортепиано исполняет свои сочинения.
В 1996 году благодаря таланту, Ион знакомится с известным гитаристом и муз. руководителем ансамбля Алай — Анатолием Нямцу, с которым начинается творческий путь молодого клавишника и аранжировщика.
В 1996 году его приглашают сотрудничать в музыкальный коллектив Алай (солист Анатолий Думитраш) в качестве клавишника, а также предлагают делать аранжировки на целый альбом Анатолия Думитраша. Гастроли с этим коллективом по разным городам Молдовы, Румынии и Украины помогли молодому музыканту улучшить исполнительские качества.
В 1997 году вступил в муз. группу Алфа-А (создатель и муз. руководитель группы Анатолий Нямцу, по просьбе Молдавского Союза Ветеранов Войны в Афганистане).
В качестве композитора и аранжировщика участвовал в создании альбома военно-патриотических песен «Салам Бача».
В 1998 году устроился в качестве музыкального продюсера в компании звукозаписи ПолиДиск (бывший филиал грамзаписи «Мелодия» в Кишинёве)
Здесь, под руководством генерального директора Валерий Галупа, Ион знакомится с новой и очень интересной профессией звукорежиссура.
В 1999 году записывает и микширует первые песни Наталии Барбу, Дана Балана. Знакомится и сотрудничает с Константином Московичем и другие известные артисты Молдовы и Румынии.
В 2000 году переезжает в Румынию с семьей в город Констанца. Там работал музыкальным продюсером в студии Сатурн Рекордс где познакомился с известной румынской группой «Валахия»
В 2004 году возвращается в Молдову и продолжает работать в студии ПолиДиск. Написал The Way To Paradise которую исполняет Константин Москович.
В 2006 году является сопродюсером альбома Молдавского Президентского Духового Оркестра, в этот альбом входит Государственный Гимн Молдовы.
В 2007 году пригласили в группу Здоб ши Здуб в качестве концертного звукорежиссёра, клавишника и технического директора.
В период 2011—2012 гастролировал и сотрудничал с творческим коллективом артиста Дан Балан. Причастен к создании многих хитов как Лендо Календо, Фридом, Лепестками слез и др.
В 2012 вернулся в группу Здоб ши Здуб где гастролировал активно.
Принимал участие в телепередаче Первого Канала «Достояние Республики» передача 22.10.2011 и передача 25.11.2012
В 2016 году написал песню Funny Folk (Мэриоара) по просьбе группы ДоРеДос, группа ДоРеДос вышла в финал, заняв 2 место молдавского отборочного тура ESC 2016. А также сотрудничает с лэйблом Глобал, делает аранжировки для Инны, Моранди, Лоредана Гроза и другие артисты румынского музыкального рынка.
В 2017 году ДоРеДос исполнив Funny Folk (Мэриоара) в 3 конкурсный день, заняли 1 место на Новой Волне 2017.
В настоящее время Ион сотрудничает с ведущими медиа-холдингами и рекорд-лейблами России и зарубежья: «RMG Records» Русская Медиагруппа, Sony Music Entertainment.